# Мэргэритеску, Силвиу Андрей
Силвиу Андрей Мэргэритеску (рум. Silviu Andrei Mărgăritescu; род. 1 января 1980, Питешти, Румыния) — румынский футболист, полузащитник.
В 2008—2009 годах выступал за клуб «Терек». Сыграл 3 матча за национальную сборную Румынии.
В 2007 году стал чемпионом Румынии в составе бухарестского «Динамо». 25 марта 2008 года был награждён Президентом Румынии Траяном Бэсеску медалью «За спортивные заслуги» III степени в честь выхода сборной Румынии в финальный этап Евро-2008.
В апреле 2011 г. арестован по подозрению в причастности к торговле угнанными автомобилями.